# 千代川

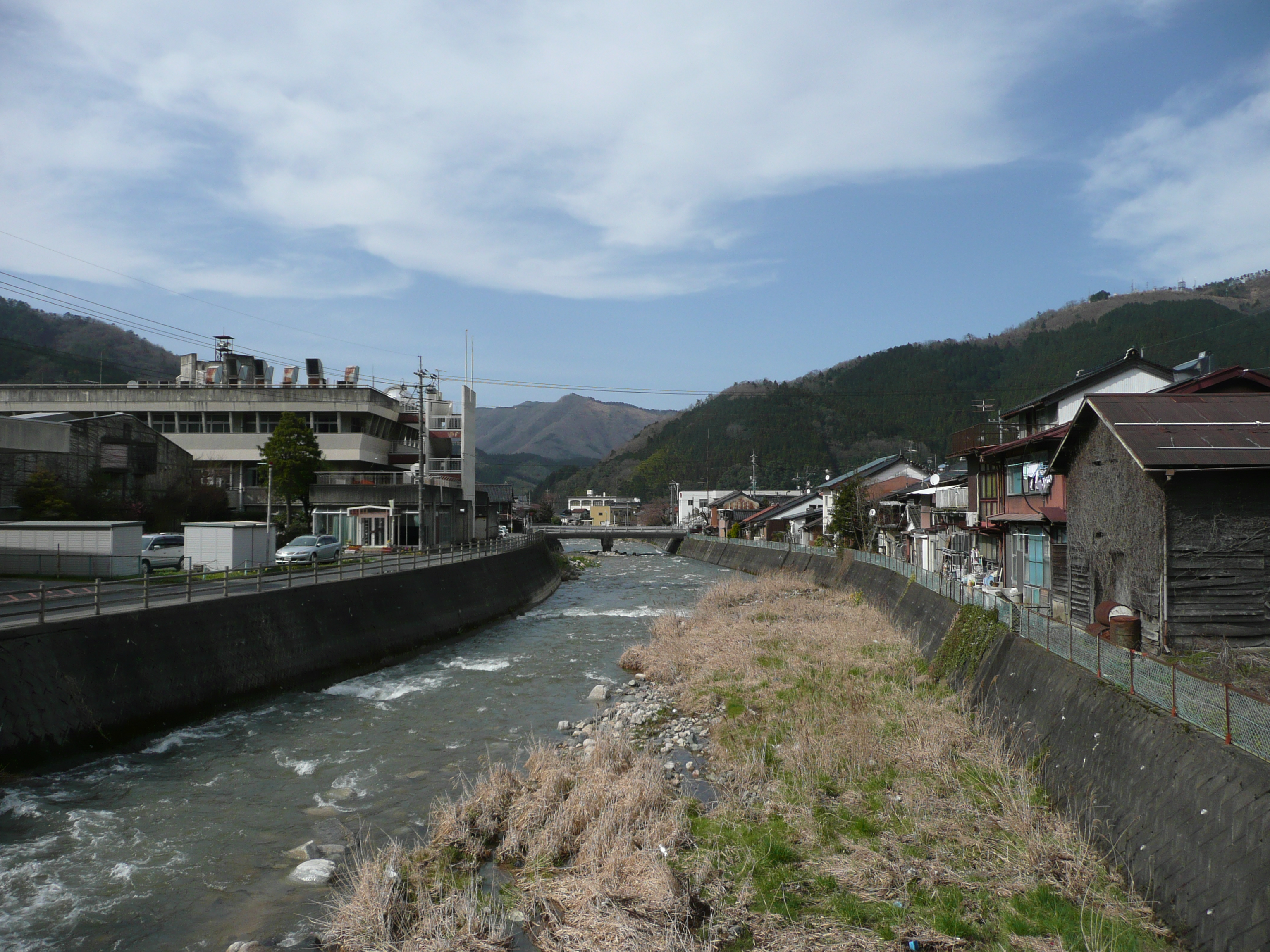
智頭町中心部を流れる土師川

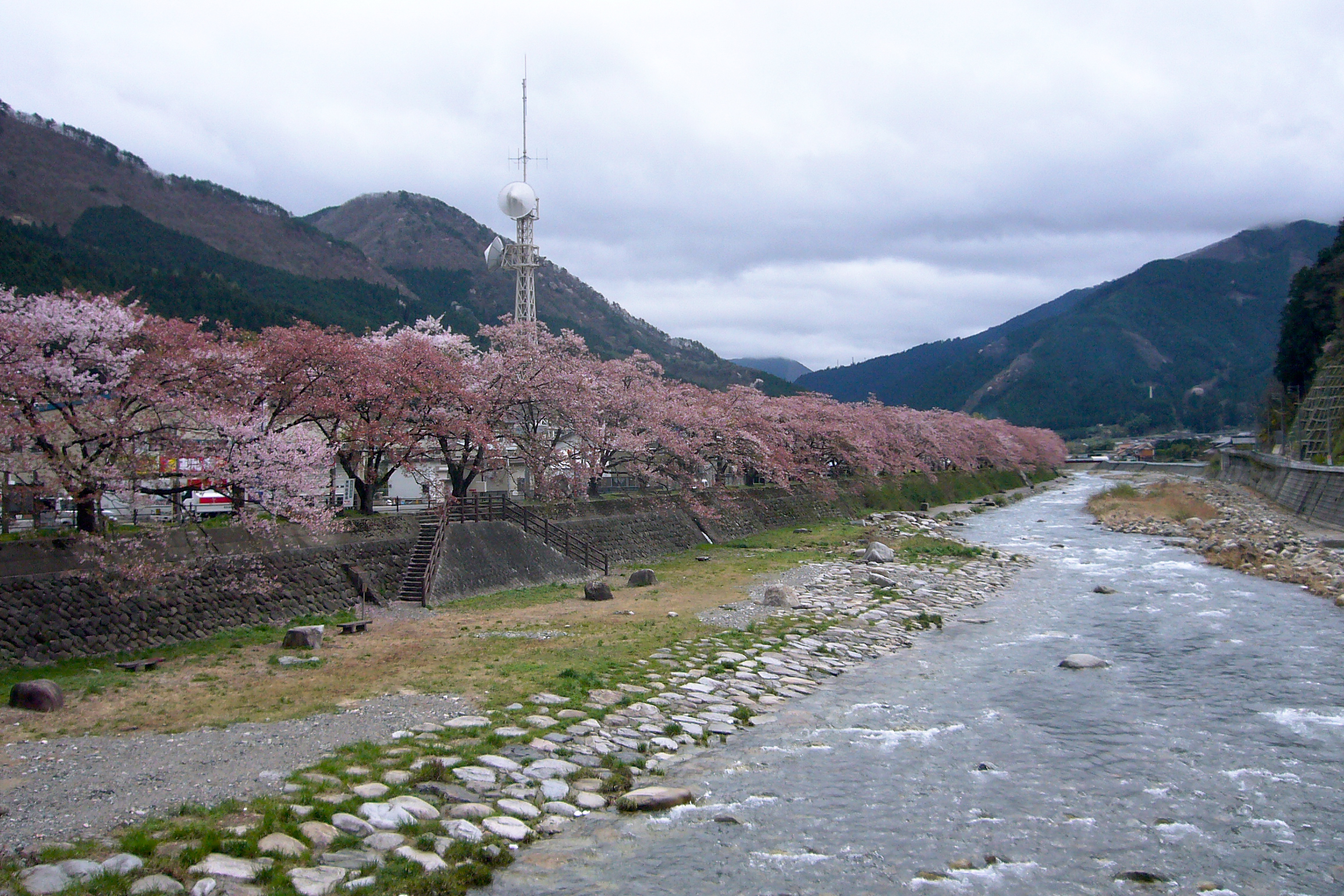
智頭町の桜土手

千代川（せんだいがわ）は、鳥取県の東部、八頭郡智頭町および鳥取市を流れる一級水系の本流である。

## 地理
智頭町の沖の山に源を発して北流し、鳥取市で日本海に注ぐ。河口一帯には鳥取砂丘が広がり、中流の鳥取市用瀬は流し雛で有名。
2006年（平成18年）4月に河川法に定められ河川整備の百年の計となる「河川整備基本方針」が策定され、国土交通省等により鋭意改修が続けられている。

## 名称の由来
2つの説がある。
- 因幡国の多くの谷の流れがみなこの川に集まり、大河となることから、古くは「千谷川」と書かれていたのを「せんだい」というようになり、これに「千代」のあて字をされたとされる。
- 昔、弘法大師は八上郡の兵円山を高野山のような霊場にしようと考え、山にある千の谷に仏像を一体ずつ安置しようと仏像を作り始めた。しかし、この山に住むアマンジャクはこのことを知って、自分の住処を霊場にされたくないから、1つの谷を隠そうとして、土をもっこで担いで海に捨てに行った。再び兵円山に戻ってきた弘法大師は谷の数を改めたところ、谷は九百九十九しかなかったため、霊場づくりを断念し、千体の仏像をこの川に流した。それ以来、この川は「千体川」と呼ぶようになり、のちに「千代川」となったと言われる。

## 歴史
織田信長の命令を受けた羽柴秀吉の中国攻めにおける戦いの一つである天正9年（1581年）の鳥取城の戦いの際、千代川は吉川経家の籠城した久松山の鳥取城の重要な補給線となった。とくに河口は、伯耆国以西の山陰地方からの日本海を通じた海上交通と千代川をさかのぼる河川交通の結節点にあたり、丹後宮津の細川藤孝の派遣した水軍と毛利水軍とのあいだで激しい海戦が起こっている（因幡湊川口の戦い）。
関ヶ原の戦いの後、邑美郡・法美郡・巨濃郡を与えられて鳥取城に入った池田長吉と気多郡・高草郡を与えられて鹿野城主となった亀井茲矩の二人の領地の境界線とされた。

## 流域の自治体
鳥取県
八頭郡智頭町、鳥取市

## 主な支流
- 土師川 - 八頭郡智頭町
- 佐治川 - 鳥取市佐治、用瀬
- 八東川 - 八頭郡若桜町、同郡八頭町

## 並行する交通

### 鉄道
- 智頭急行智頭線（山郷駅～智頭駅間で並行）
- JR西日本因美線（智頭駅 - 鳥取駅間で並行）

### 道路
- 鳥取自動車道（鳥取県側全線（駒帰交差点 - 鳥取IC間）で並行）
- 国道373号（智頭街道、智頭町上流部で並行）
- 国道53号

## 主な橋梁
- 鳥取大橋 - 国道9号線
- 八千代橋
- 千代橋 - 県道41号線
- 千代川橋梁 - （山陰本線）
- 千代大橋 - 県道21号線
- 因幡大橋 - 国道29号線
- 叶水管橋
- 源太橋 - 県道227号線
- 新円通寺橋 - 国道53号線
- 円通寺橋 - 国道298号線
- 稲常橋
- 布袋大橋 - 鳥取自動車道
- 袋河原橋 - 国道53号線
- 出合橋 - 県道287号線
- 河原橋 - 県道32号線
- 佐貫橋 - 県道231号線
- 佐貫大橋 - 鳥取自動車道
- 八日市橋 - 県道232号線
- 和奈見橋 - 県道195号線
- 美成橋 - 県道49号線
- ひいな橋（人道橋）
- 中橋
- 用瀬橋 - 国道482号線
- 三角橋
- 第一智頭川橋梁（JR因美線）
- 古用瀬橋 - 県道174号線
- 新用瀬橋 - 国道53号線
- 日の出橋
- 樟原橋
- 新川中橋- 国道53号線
- 川中橋
- 第二智頭川橋梁（JR因美線）
- 第三智頭川橋梁（JR因美線）
- 市瀬橋
- 新市瀬橋
- 智頭高架橋 - 国道373号線、志戸坂峠道路
- 鳥の巣橋
- 智頭ランプ橋
- 錦橋
- 備前橋
- 京橋- 国道53号線
- 沖代橋
- 南方橋
- （智頭線）
- （智頭線）
- 毛谷高架橋 - 志戸坂峠道路
- 乳尾橋
- 郷原橋
- 河合橋
- 小又橋
- 大内橋
- 酒屋橋
- 馬渡瀬橋
- 小馬場瀬橋
- 尾見谷橋
- 尾見橋 - 志戸坂峠道路智頭南IC
- 智頭南ランプ橋 - 志戸坂峠道路智頭南IC
- 智頭南高架橋 - 志戸坂峠道路
- 名引橋
- 横瀬橋
- 中原橋 - 国道373号線
- 山郷橋 - 志戸坂峠道路
- 天狗谷橋
- わらびお谷橋
- あそう谷橋
- 福原橋 - 国道373号線
- 樽見橋 - 国道373号線
- 富田橋 - 国道373号線
- 第一上田橋 - 国道373号線
- 志戸坂大橋 - 志戸坂峠道路
- 第二上田橋
- 第三上田橋
- 吉方橋
- 久松橋
- 弥生橋